# ファミリーミュージカル
ファミリーミュージカルは、学童、児童向けに低廉な入場料にて行なわれるミュージカル公演である。当初は劇団形式が主体であったが、現在はプロデュース形式と混在している。

## ファミリーミュージカルの歴史
- 1949年 相羽源次郎が劇団東少を創立
- 1964年 劇団四季が日生劇場にて『はだかの王様』を初演。ニッセイ名作劇場開始
- 1977年 いずみたくがフォーリーズを設立
- 1978年 劇団ポプラ創立
- 1981年8月 『ピーターパン』新宿コマ劇場にて開幕
- 1985年 イマジンミュージカルが『小公女セーラ』を上演。以降、継続的にファミリーミュージカルを製作する
- 1986年 『アニー』（日本テレビ版）が青山劇場にて開幕
- 1987年 アルゴミュージカルが開幕
- 1989年 『SFX-OZ』（翌年から『オズの魔法使い』）が新宿コマ劇場にて開幕
- 1993年 「劇団らぶばーど」が『しあわせ色の青い空』を初演
- 2000年 『葉っぱのフレディ〜いのちの旅〜』が初演
- 2015年 Youth Theatre Japan (YTJ)が『ピノキオの冒険』公演を実施